# Вольное (Криворожский район)
Во́льное (укр. Вільне) — село,
Вольненский сельский совет,
Криворожский район,
Днепропетровская область,
Украина.
Код КОАТУУ — 1221881301. Население по переписи 2001 года составляло 1782 человека.
Является административным центром Вольненского сельского совета, в который, кроме того, входит село Надия.

## Географическое положение
Село Вольное находится на берегу Карачуновского водохранилища, примыкает к городу Кривой Рог. Рядом проходят автомобильные дороги Н-23, Н-11 и
железная дорога, станция Красный Шахтёр.

## Экономика
- Криворожский турбинный завод «Констар».
- «Реалит», конно-прогулочная база.

## Объекты социальной сферы
- Школа.
- Музей истории.

## Достопримечательности
- Братская могила советских воинов.